# Зоопарк Лхаса
Зоопарк Ла-са (拉萨 动物园, Lā-sà dòng-wù-yuán) — зоопарк в місті Лхаса, адміністративному центрі Тибетського автономного району. Розташований біля літнього палацу Далай-лами, він є одним з найдавніших зоопарків світу. Він також є найвищим зоопарком над рівнем моря. Незвичне географічне положення суттєво обмежує кількість біологічних видів, придатних для утримання в цій місцевості. Одним з найуспішніших мешканців зоопарку є тибетський блакитний ведмідь. Місцева назва зоопарку — Норбулінгка (Norbulingka), за назвою літнього палацу Далай Лами.

## Події
- 4 грудня 2007 було підтверджена наявність у зоопарку двох особин рідкісного гірського виду ведмедів, сліди яких часто сприймаються місцевими жителями як сліди «йєті» — снігової людини.